# Magnolia angatensis
Magnolia angatensis là một loài thực vật có hoa trong họ Magnoliaceae. Loài này được Blanco mô tả khoa học đầu tiên năm 1837.